# Павлин Кръстев (политик)
Павлин Павлов Кръстев е български политик и инженер от ДПС. Народен представител от Движението за права и свободи в XLVI, XLVII и XLVIII народно събрание. Бил е общински съветник от ДПС в община Ардино. Бил е два мандата председател на Младежката структура на ДПС в Ардино, член на академичното дружество на ДПС в Габрово, до 2020 г. е член и на Областния съвет на Младежкото ДПС в Кърджали. През декември 2021 г. е избран за парламентарен секретар от ДПС в 47-ото народно събрание.

## Биография
Павлин Кръстев е роден на 7 юни 1988 г. в град Ардино, Народна република България. Завършва специалност „Индустриално инженерство“ на Техническия университет в Габрово, след което записва специалност „Информатика и информационни технологии“ в ТУ – Габрово.